# التضخيم العشوائي للحمض النووي متعدد الأشكال
تكبير الحمض النووي العشوائي متعدد الأشكال (RAPD) هو نوع من العلامات الجزيئية يعتمد على تفاعل البوليمراز المتسلسل (PCR). التقنية تكبر أجزاء عشوائية من الجينوم باستخدام بادئات صناعية عشوائية، دون الحاجة لمعرفة سابقة بتسلسل الحمض النووي. هي طريقة سريعة وسهلة وتتطلب كمية قليلة من الحمض النووي غير النقي، وتستطيع تمييز عدة كائنات في نفس الوقت. لكن عيوبها أنها لا ترتبط مباشرة بجينات محددة ولا تعطي معلومات عن عدد نسخ التسلسل في الجينوم. تُستخدم هذه التقنية في تحليل التنوع الجيني، التحسين الوراثي، وتمييز الخطوط النسلية.

## طريقة
تقوم هذه التقنية على استخدام أوليغونوكليوتيد واحد طوله 10 قواعد يتلاصق بشكل عشوائي مع الحمض النووي المدروس. لكي يظهر شريط RAPD، يجب أن يكون للحمض النووي في الدراسه موقعان تلاصقان للأوليغونوكليوتيد باتجاهين متعاكسين وقريبين (أقل من 3000 قاعدة) يسمحان بالتضخيم. تسلسل الأوليغونوكليوتيد والمواقع عشوائية، لذلك التسلسل المضخم غير معروف. التفاوت بين الأفراد يظهر في وجود أو غياب شرائط الحمض النووي المضخمة. الوراثة هنا سائدة لأن التقنية لا تميز بين المتجانسين والمتغايرين، لأنها تعتمد فقط على وجود أو غياب الشريط. من ميزات التقنية أنها مجهولة الهوية، أي لا تحتاج معرفة كبيرة بتسلسل الجينوم لتنفيذها.